# Saint-Denis-d'Aclon
Saint-Denis-d’Aclon là một xã thuộc tỉnh Seine-Maritime trong vùng Normandie miền bắc nước Pháp.